# Лесьниця (гміна)
Гміна Лесьниця (пол. Gmina Leśnica) — місько-сільська гміна у південно-західній Польщі. Належить до Стшелецького повіту Опольського воєводства.
Станом на 31 грудня 2011 у гміні проживало 8118 осіб.

## Площа
Згідно з даними за 2007 рік площа гміни становила 94.63 км², у тому числі:
- орні землі: 75.00%
- ліси: 14.00%

Таким чином, площа гміни становить 12.71% площі повіту.

## Населення
Станом на 31 грудня 2011:
| Опис     | Загалом | Загалом | Чоловіки | Чоловіки | Жінки | Жінки |
| -------- | ------- | ------- | -------- | -------- | ----- | ----- |
| одиниця  | осіб    | %       | осіб     | %        | осіб  | %     |
| все      | 8118    | 100     | 3889     | 47.91    | 4229  | 52.09 |
| міське   | 2733    | 100     | 1293     | 47.31    | 1440  | 52.69 |
| сільське | 5385    | 100     | 2596     | 48.21    | 2789  | 51.79 |

## Сусідні гміни
Гміна Лесьниця межує з такими гмінами: Здзешовіце, Кендзежин-Козьле, Стшельце-Опольське, Уязд.